# El Dorado (Arkansas)
El Dorado é uma cidade localizada no estado americano de Arkansas, no Condado de Union.

## Demografia
Segundo o censo americano de 2000, a sua população era de 21.530 habitantes.
Em 2006, foi estimada uma população de 20.351, um decréscimo de 1179 (-5.5%).

## Geografia
De acordo com o United States Census Bureau, a localidade tem uma área de 42,2 km², dos quais 42,1 km² cobertos por terra e 0,1 km² cobertos por água.

## Localidades na vizinhança
O diagrama seguinte representa as localidades num raio de 24 km ao redor de El Dorado.